# Glover’s Island
Glover’s Island (ursprünglich Petersham Ait) liegt im Horse Reach der Themse, zwischen Richmond Lock und Teddington Lock im Borough of Richmond upon Thames, London, England.
1872 wurde die Insel von Joseph Glover, einem Fährmann, für 70 £ gekauft. Er bot die Insel 1895 zum Verkauf an, aber Sir J. Whittaker Ellis, der Charter Mayor von Richmond, lehnte es ab, sie für 5000 £ zu kaufen und regte an, dass die Richmond Corporation dies tun könne. Diese sah es zwar als möglich an die Insel zu kaufen, doch lehnte sie den geforderten Preis ab.
1898 versuchte es Glover erneut und erzeugte einen Skandal, als er die Insel zur Auktion freigab und nahelegte, dass sie von Pears Soap, einer Seifenmarke, gekauft werden könnte, um eine Werbetafel darauf zu errichten.
Glover benutzte dies, um die Richmond Corporation zu erpressen, der er die Insel für 4000 £ anbot. Auch wenn die Corporation die Insel kaufen wollte, so sah sie doch keine Rechtfertigung für eine derartig große Ausgabe aus ihren eigenen Mitteln.
Es gab eine lange Diskussion in der Öffentlichkeit darüber, den Blick vom Richmond Hill unbedingt unbeeinträchtigt zu erhalten. Es gab den Vorschlag, die Insel sollte von Spendengelder und Geld der Corporation gekauft werden.
Bis September 1898 kamen lediglich 50 £ an Spenden zusammen und das bekannt wurde, dass Glover die Insel für 70 £ gekauft hatte, förderte die Spendenbereitschaft nicht.
Die Auktion fand am 21. September 1898 statt. Das höchste Gebot waren aber nur 200 £. Ein ungenannter Anwohner hatte Glover 1000 £ geboten, die er dann der Corporation schenken wollte. Aber Glover lehnte alle Angebote ab und zog die Insel vom Verkauf zurück.
1900 kaufte Max Waechter, der im Terrace House am Richmond Hill lebte, die Insel von Glover für eine Summe, die niemals veröffentlicht wurde und schenkte sie der Corporation.